# Determinator
Determinator – polski serial kryminalny, emitowany od 4 stycznia 2008 do 28 marca 2008 w TVP1.
Serial kręcony w Lublinie.
Pierwszy odcinek serialu oglądało ponad 5 mln widzów.

## Opis fabuły
Fabuła serialu jest osadzona w fikcyjnym mieście. Serial opowiada o byłym chirurgu Piotrze Skotnickim, który naraża się mafii. Pewnego dnia do szpitala trafia pobity mężczyzna, mafijny kurier, który pomimo pomocy lekarzy umiera. Skotnicki ma za zadanie przeprowadzić sekcję zwłok, podczas której odnajduje w ciele zmarłego woreczki z narkotykami. Niebawem po rzeczy i ciało zmarłego zgłaszają się Włodek i Olo, gangsterzy podający się za rodzinę i oferujący łapówkę w zamian za rezygnację z sekcji.

## Obsada

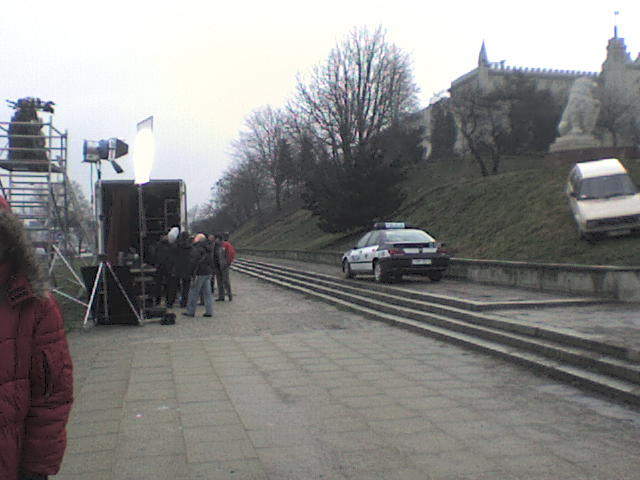
Ekipa filmowa, kręci ujecie na lubelskim Wzgórzu Zamkowym

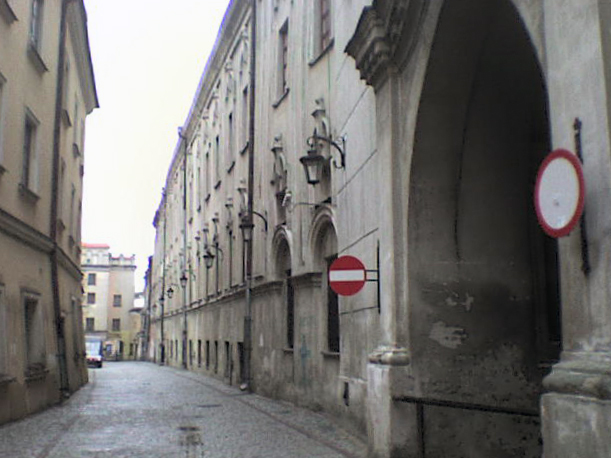
Brama na Starym Mieście w Lublinie, z której wychodzi Robert Gonera i Edyta Olszówka w drugim odcinku

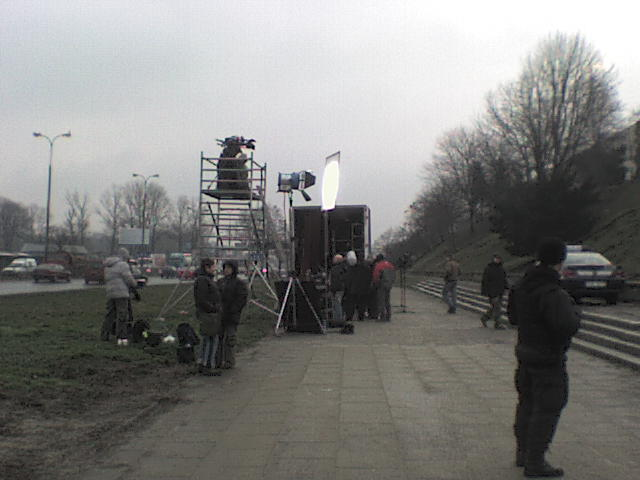
Ekipa filmowa, kręci ujecie na lubelskim Wzgórzu Zamkowym

- Robert Gonera – doktor Piotr Skotnicki
- Sławomir Orzechowski – komisarz Gołębiowski
- Olaf Lubaszenko – inspektor Artur Wejman
- Edyta Olszówka – doktor Anka Jarzębska, partnerka Skotnickiego
- Tomasz Karolak – Tomcio
- Jan Wieczorkowski – ksiądz Radek Strumiłło
- Przemysław Sadowski – Cezary Bogucki
- Marian Dziędziel – Jerzy Michta
- Dariusz Dobkowski – aspirant Prusak
- Grzegorz Gierak – doktor Adam Grodek
- Piotr Rękawik – Karol Wioncek, partner Renaty Kmiecik
- Małgorzata Socha – Paula Gutowska
- Michał Czernecki – dziennikarz Marcin Krubski
- Marek Frąckowiak – Leon Rawicz

Gościnnie
- Maciej Grzybowski – Gutowski, ojciec Pauliny
- Jan Jeruzal – portier
- Łukasz Konopka – Jakub Rawicz, syn Leona
- Jerzy Słonka – Barman Biedrona
- Zofia Tomaszewska-Charewicz – Kutrzebina
- Cezary Krajewski – gangster Michty